# Fußball-Weltmeisterschaft 1934/Österreich
Dieser Artikel behandelt die österreichische Nationalmannschaft bei der Fußball-Weltmeisterschaft 1934.
Die österreichische Fußballnationalmannschaft nahm erstmals 1934 an einer Fußball-Weltmeisterschaft teil, nachdem der Verband bei der Fußball-Weltmeisterschaft 1930 in Uruguay auf Grund der hohen Reisekosten absagte. Die Nationalmannschaft gewann das Qualifikationsspiel gegen Bulgarien deutlich und reiste als Mitfavorit auf den Titel in Italien an, nachdem das „Wunderteam“ alle Spitzenteams der WM in den Jahren zuvor besiegen konnte.
Die meisten Spieler des Wunderteams spielten jedoch bereits aus finanziellen Gründen im Ausland und standen damit nicht mehr der Nationalmannschaft zur Verfügung. Eine dilettantische Vorbereitung sowie eine zweifelhafte Schiedsrichterleistung bewirkten das Ausscheiden Österreichs im Halbfinale gegen den Gastgeber. Die Fußball-Weltmeisterschaft 1934 gilt bis heute als eine der bittersten Niederlagen in der Geschichte der österreichischen Fußballnationalmannschaft.

## Qualifikation

### Ausgangslage in der Gruppe 4
Österreich wurde in die Gruppe 4 zur Qualifikation der Fußball-Weltmeisterschaft zugeteilt, wo man auf den „Erzrivalen“ Ungarn und das Fußballentwicklungsland Bulgarien traf. Die ersten beiden Teams der Gruppe, die in insgesamt 6 Partien ermittelt werden sollten, durften an der Weltmeisterschaft teilnehmen. Da Bulgarien zum Auftakt beide Spiele gegen Ungarn verloren hatte und auch Österreich unterlag, entschied man sich aus terminlichen Gründen die ausstehenden drei Partien nicht mehr auszuspielen, da Ungarn und Österreich ohnehin als Aufsteiger vorzeitig feststanden. So musste Österreich nur zu seinem ersten Qualifikationsspiel in Wien gegen Bulgarien antreten und bestritt die ausstehenden drei Spiele nicht mehr.

### Qualifikationsspiel gegen Bulgarien
Das Qualifikationsspiel gegen Bulgarien fand werktags am 25. April 1934 bei schlechtem Wetter statt. Dennoch fanden sich rund 25.000 Zuschauer, unter ihnen auch Bundeskanzler Engelbert Dollfuß, im Wiener Stadion ein. Das letzte Aufeinandertreffer der beiden Mannschaften endete 6:0 für Österreich. Auch dieses Mal war das rot-weiß-rote Team den Bulgaren überlegen und lag in der Pause durch einen Hattrick von Linksverbinder Hans Horvath mit 3:0 in Front. In der zweiten Halbzeit trafen Zischek per Kopf und Viertl nach Vorlage Sindelars zum 5:0. Nach einer Unachtsamkeit vom österreichischen Torhüter Peter Platzer, der eine Flanke schlecht wegschlug, verkürzten die Bulgaren auf 1:5, doch ein Tor durch den Mittelstürmer Sindelar stellte den alten Torvorsprung wieder her. Gegen Ende wurde das Spiel zunehmend ruppiger – der Österreicher Walter Nausch verletzte sich am Knie und musste das Spielfeld verlassen. Zudem erhielt Karl Sesta vom bulgarischen Torschützen Gabrowsch eine Ohrfeige ins Gesicht.
| Österreich – Bulgarien 6:1 | Österreich – Bulgarien 6:1                                                                   |
| -------------------------- | -------------------------------------------------------------------------------------------- |
| Daten                      | 163. Länderspiel am 25. April 1934 im Wiener Stadion                                         |
| Österreich                 | Platzer; Cisar, Sesta; Wagner, Hofmann, Nausch; Zischek , Bican, Sindelar , Horvath , Viertl |
| Tore                       | Horvath (19., 22., 33.), Zischek (59.), Viertl (62.), Sindelar (67.)                         |

## Vorbereitung
Der Druck der heimischen Fans in Bezug auf die Fußball-Weltmeisterschaft in Italien war groß – sie erwarteten von ihrem Team, rückblickend auf die Siegesserie der vergangenen Jahre, den Titelgewinn. Vom einstigen Wunderteam, waren jedoch die meisten Spieler längst ins Ausland, insbesondere nach Frankreich, gewechselt, wo sie besser verdienten und standen somit nicht mehr der Nationalmannschaft zur Verfügung. Hinzu kam eine dilettantische Vorbereitung und Verletzungspech. Während der Weltmeisterschaft wurden noch wichtige Nachholspiele der österreichischen Meisterschaft abgehalten, zu denen Spieler wie der Wunderteamstürmer Hans Horvath einberufen wurden. Vom hart geführten Qualifikationsspiel gegen Bulgarien konnte sich der verletzte Walter Nausch zudem nicht mehr erholen und musste in Wien bleiben. So fehlten insgesamt sieben Spieler des Wunderteams bei der Reise nach Italien. Aus finanziellen Gründen mussten allerdings auch Trainer Jimmy Hogan und Betreuer auf die Mitfahrt verzichten – ein Masseur wurde vom FC Turin ausgeliehen.

## Aufgebot
| Peter Platzer                | SK Admira Wien    | 29. Mai 1910  | 4 | 0 | 0 |
| Friedrich Franzl             | Wiener Sport-Club | 6. März 1905  | 0 | 0 | 0 |
| Rudolf Raftl                 | SK Admira Wien    | 7. Feb. 1911  | 0 | 0 | 0 |
| Abwehr                       |                   |               |   |   |   |
| Franz Cisar                  | Wiener AC         | 28. Nov. 1908 | 4 | 0 | 0 |
| Anton Janda                  | SK Admira Wien    | 1. Mai 1904   | 0 | 0 | 0 |
| Karl Sesta                   | Wiener AC         | 18. März 1906 | 4 | 1 | 0 |
| Willibald Schmaus            | First Vienna FC   | 16. Juni 1911 | 0 | 0 | 0 |
| Läufer                       |                   |               |   |   |   |
| Leopold Hofmann              | First Vienna FC   | 31. Okt. 1905 | 0 | 0 | 0 |
| Josef Smistik                | SK Admira Wien    | 28. Nov. 1905 | 4 | 0 | 0 |
| Johann Urbanek               | SK Admira Wien    | 10. Okt. 1910 | 4 | 0 | 0 |
| Franz Wagner                 | SK Admira Wien    | 23. Sep. 1911 | 4 | 0 | 0 |
| Angriff                      |                   |               |   |   |   |
| Josef Bican                  | SK Admira Wien    | 25. Sep. 1913 | 4 | 1 | 0 |
| Georg Braun                  | Wiener AC         | 22. Feb. 1907 | 1 | 0 | 0 |
| Josef Hassmann               | FC Wien           | 21. Mai 1910  | 0 | 0 | 0 |
| Johann Horvath               | FC Wien           | 20. Mai 1903  | 2 | 2 | 0 |
| Matthias Kaburek             | SK Admira Wien    | 9. Feb. 1911  | 0 | 0 | 0 |
| Anton Schall                 | SK Admira Wien    | 22. Juni 1907 | 2 | 1 | 0 |
| Matthias Sindelar            | FK Austria Wien   | 10. Feb. 1903 | 3 | 1 | 0 |
| Josef Stroh                  | FK Austria Wien   | 5. März 1913  | 0 | 0 | 0 |
| Rudolf Viertl                | FK Austria Wien   | 12. Nov. 1902 | 4 | 0 | 0 |
| Johann Walzhofer             | SC Wacker Wien    | 23. März 1906 | 0 | 0 | 0 |
| Karl Zischek                 | SC Wacker Wien    | 28. Aug. 1910 | 4 | 1 | 0 |
| Betreuer                     |                   |               |   |   |   |
| Hugo Meisl (Verbandskapitän) |                   | 16. Nov. 1881 |   |   |   |
| Jimmy Hogan (Trainer)        |                   | 16. Okt. 1882 |   |   |   |

## Spielergebnisse der Weltmeisterschaft

### Achtelfinale
Das erste Spiel gegen Frankreich konnte nur mit Mühe mit 3:2 nach Verlängerung gewonnen werden. Die Österreicher begannen sehr offensiv und kamen in der ersten Viertelstunde zu einer Fülle von Chancen, die jedoch allesamt vergeben wurden. Selbst als der Franzose Nicolas verletzungsbedingt für sieben Minuten ausschied, vermochte die österreichische Mannschaft den Abwehrriegel der französischen Elf nicht zu durchbrechen. In der 19. Spielminute lief der eben wieder ins Spiel gekommene Nicolas vom Flügel zur Mitte und schoss aus drei Metern Entfernung an die Latte, von wo der Ball unhaltbar für Platzer ins Tor ging. Nachdem ein Freistoß von Schall nur die Stange traf und ein 0:1 zur Pause im Raum stand, spielte Pepi Bican einen herrlichen Pass zu Sindelar, der mit einem wuchtigen Schuss aus 20 Metern Entfernung den Ausgleich erzielte. Kurz nach Wiederbeginn hatte Bican die Führung für das österreichische Team auf dem Fuß, vergab aber alleine vor Tormann Thépot diese große Chance. In der Verlängerung erzielte Toni Schall ein klares Abseitstor, das der niederländische Schiedsrichter Van Morsel trotz heftiger Proteste der Franzosen jedoch anerkannte. Die 97. Spielminute brachte schließlich die Erlösung für die Österreicher. Sindelar legte den Ball ideal für Josef Bican auf, dieser schoss aus acht Metern Entfernung wuchtig zum 3:1 ein. Der Anschlusstreffer der französischen Elf durch einen von Sesta verschuldeten und von Verriest verwandelten Handelfmeter in der 110. Minute hatte keine Bedeutung mehr.
| Österreich – Frankreich 3:2 n. V. | Österreich – Frankreich 3:2 n. V.                                                           |
| --------------------------------- | ------------------------------------------------------------------------------------------- |
| Daten                             | 164. Länderspiel am 27. Mai 1934 in Turin                                                   |
| Österreich                        | Platzer; Cisar, Sesta; Wagner, Smistik, Urbanek; Zischek, Bican, Sindelar, Schall, Viertl   |
| Frankreich                        | Thépot; Mairesse, Mattler; Delfour, Verriest, Liétaer; Keller, Alcazar, Nicolas, Rio, Aston |
| Tore                              | Sindelar (44.), Schall (93.), Bican (97.); Nicolas (18.), Verriest (113. HE)                |

### Viertelfinale
Die zweite Begegnung war der uralte Klassiker Ungarn gegen Österreich und endete mit einem knappen 2:1-Erfolg für die Mannschaft von Hugo Meisl. Schon die Eröffnungsaktionen der Österreicher zeigten deren Überlegenheit. In der fünften Minute erzielte der für Schall in die Mannschaft genommene Horvath nach einer sehenswerten Kombination Zischek – Sindelar – Bican den Führungstreffer. Zehn Minuten später wurde Pepi Bican, allein vor dem ungarischen Keeper Szabó stehend, ideal frei gespielt, zögerte jedoch zu lange und ließ sich den Ball vom Fuß nehmen. In der von den Ungarn immer härter geführten Partie, die zur Verletzung Franz Wagners führte, legte Bican in der zweiten Hälfte den Ball perfekt für Zischek auf; dieser schoss ein und Österreich führte 2:0. In der 60. Minute bekamen die Magyaren nach einem Foul von Pepi Smistik einen Elfmeter zugesprochen, den Sarosi zum Anschlusstor von 2:1 verwandelte.
| Österreich – Ungarn 2:1 | Österreich – Ungarn 2:1                                                                            |
| ----------------------- | -------------------------------------------------------------------------------------------------- |
| Daten                   | 165. Länderspiel am 31. Mai 1934 in Bologna                                                        |
| Österreich              | Platzer; Cisar, Sesta; Wagner, Smistik, Urbanek; Zischek, Bican, Sindelar, Horvath, Viertl         |
| Ungarn                  | Szabó; Vágó, Sternberg; Palotás, Szűcs, Szalay; Markos (Platzverweis), Auer, Sárosi, Toldi, Kemény |
| Tore                    | Horvath (8.), Zischek (51.); Sarosi (60. FE)                                                       |

### Halbfinale
Mit diesem Erfolg stand die österreichischen Nationalelf im Weltmeisterschaftshalbfinale, wo man auf die Mannschaft des Gastgebers traf und knapp mit 0:1, nach einer zweifelhaften Schiedsrichterleistung des Schweden Eklind, verlor. Dieser war tags zuvor noch Ehrengast Benito Mussolinis gewesen. Österreich begann sehr ambitioniert und vergab in der Anfangsphase bereits eine große Chance durch Sindelar. In der 18. Minute jedoch brach der Italiener Orsi am linken Flügel durch und flankte zur Mitte. Platzer sprang hoch und konnte den Ball fangen, wurde aber von Meazza und Schiavio gefoult und im Fallen über die Torlinie gestoßen. Stark benommen blieb Platzer am Boden liegen, der schwedische Schiedsrichter Eklind erkannte trotz dieser unfassbaren Regelwidrigkeit das Tor an. Noch in der ersten Hälfte ging ein strammer Schuss Bicans an die Torstange, ein Torerfolg wollte dem Favoriten aber nicht gelingen. In der zweiten Spielzeit kam der nächste Verstoß des Schiedsrichters, als er eine auf Zischek, der allein vor Torhüter Combi stand, zugehende Flanke absichtlich mit dem Kopf wegköpfelte. Österreich war aus dem Turnier ausgeschieden und musste sich mit dem Spiel um Platz 3 begnügen. Zudem wurde die Meisterschaft von der heimischen Presse stark angegriffen.
| Österreich – Italien 0:1 | Österreich – Italien 0:1                                                                          |
| ------------------------ | ------------------------------------------------------------------------------------------------- |
| Daten                    | 166. Länderspiel am 3. Juni 1934 im Mailänder Giuseppe-Meazza-Stadion                             |
| Österreich               | Platzer; Cisar, Sesta; Wagner, Smistik, Urbanek; Zischek, Bican, Sindelar, Schall, Viertl         |
| Italien                  | Combi; Monzeglio, Allemandi; Ferraris, Monti, Bertolini; Guaita , Meazza, Schiavio, Ferrari, Orsi |
| Tore                     | Guaita (19.)                                                                                      |

### Spiel um Platz drei
Im Spiel um Platz drei zog die etwas veränderte österreichische Nationalmannschaft – unter anderem fehlte nach dem Italien-Spiel verletzungsbedingt Sindelar – gegen Deutschland knapp und überraschend mit 2:3 den Kürzeren. Bereits nach 25 Sekunden stand es durch einen Treffer Lehners 1:0 für das Nachbarland. Die Tore der Österreicher erzielten Horvath und Sesta. Das österreichische Team durfte in diesem Spiel nicht mit seinen Dressen antreten, sondern musste die verwaschenen Leiberln des AC Napoli anziehen, da beide Teams ähnliche Trikots besaßen.
| Österreich – Deutsches Reich 2:3 | Österreich – Deutsches Reich 2:3                                                               |
| -------------------------------- | ---------------------------------------------------------------------------------------------- |
| Daten                            | 167. Länderspiel am 7. Juni 1934 in Neapel                                                     |
| Österreich                       | Platzer; Cisar, Sesta; Wagner, Smistik, Urbanek; Zischek, Braun, Sindelar, Horvath, Viertl     |
| Deutsches Reich                  | Jakob; Janes, Busch; Zielinski, Münzenberg, Bender; Lehner, Siffling, Conen, Szepan, Heidemann |
| Tore                             | Horvath (30.), Sesta (55.); Lehner (1., 42.), Conen (29.)                                      |